# Улица Айдарова (Казань)
Улица Айдарова (тат. Айдаров урамы) — улица в Авиастроительном районе Казани. В своём начале находится в микрорайоне Караваево, а затем является границей между городскими посёлками Северный (севернее) и Новое Караваево (южнее).

## Расположение
Проходит с востока на запад, переходя из улицы Академика Павлова, от пересечения Лукина до улицы Суворова. Пересекается с улицами Лукина, Ленинградской, Чапаева, Челюскина, Нурлатской, Донецкой, Карагандинской, Мариупольской, Поперечно-Шатурской, Центрально-Мариупольской, Малой Армавирской, Чугуевской, Большой Армавирской, Краснодонской, Смоленской, Ашхабадской, Балтасинской, Апрельской, Кутузова, Читинская, Дубинина, Волховской, Волгодонской, Дениса Давыдова и Суворова.
Общая протяжённость улицы составляет 3262 метра.
По проезжей части улицы Айдарова, продолжаясь от проезжей части улицы Академика Павлова, до пересечения с улицей Дениса Давыдова проходит двухсторонняя трамвайная линия.

## История
Улица названа в честь татарского драматического актёра и оперного певца Ситдика Ханафеевича Айдарова (1895 — 1938). Современное название присвоено не позднее 1941 года.
Улица Айдарова проходит по территории городских посёлков (жилых массивов) Северный и Новое Караваево, формирование которых происходило в 1940-е — 1950-е годы посредством выделения здесь участков для строительства домов рабочим эвакуированных заводов и переселенцам.
В ряде мест сохранилась историческая застройка.

## Объекты

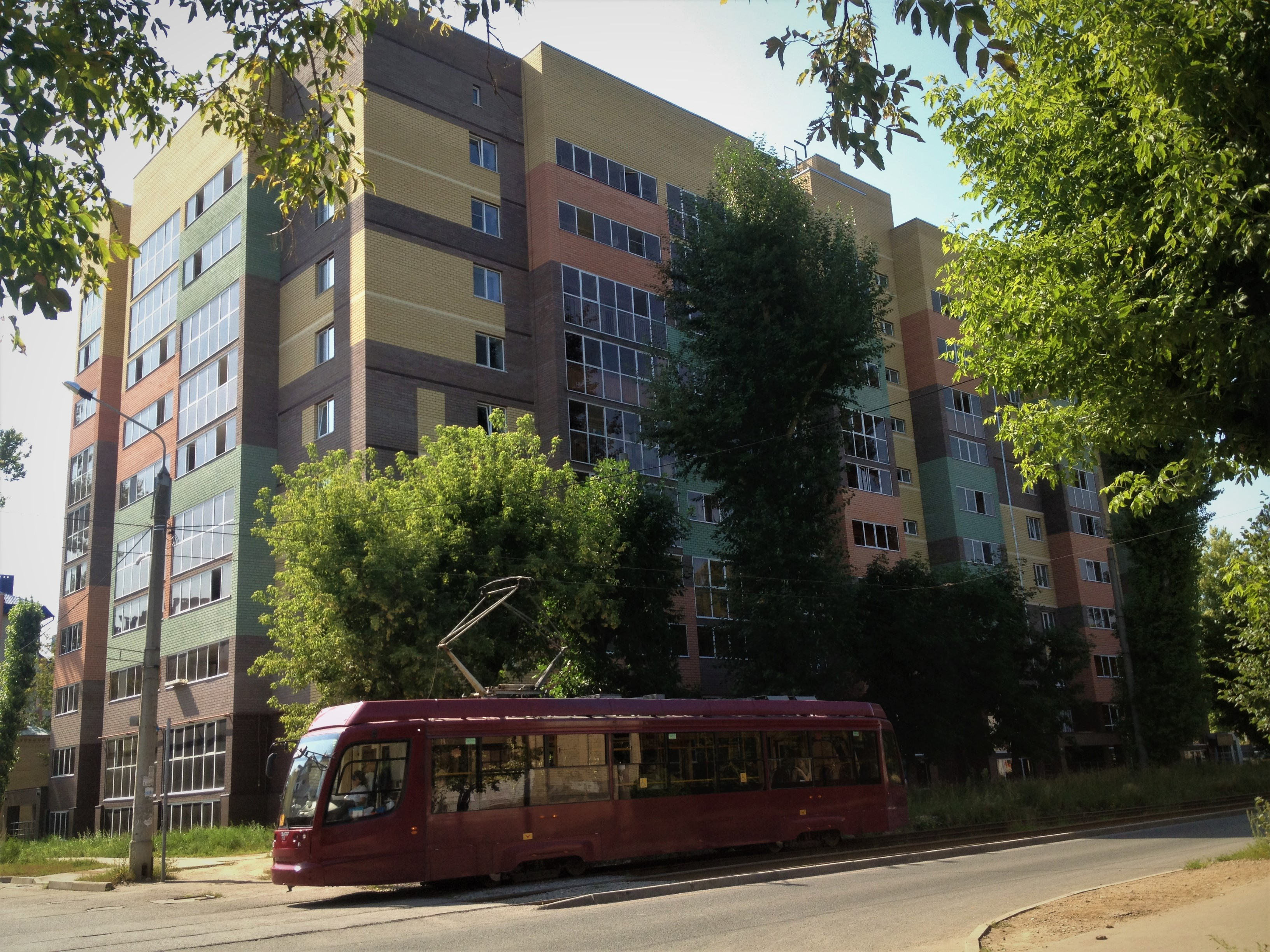
Ул. Айдарова, д. 25 / 45

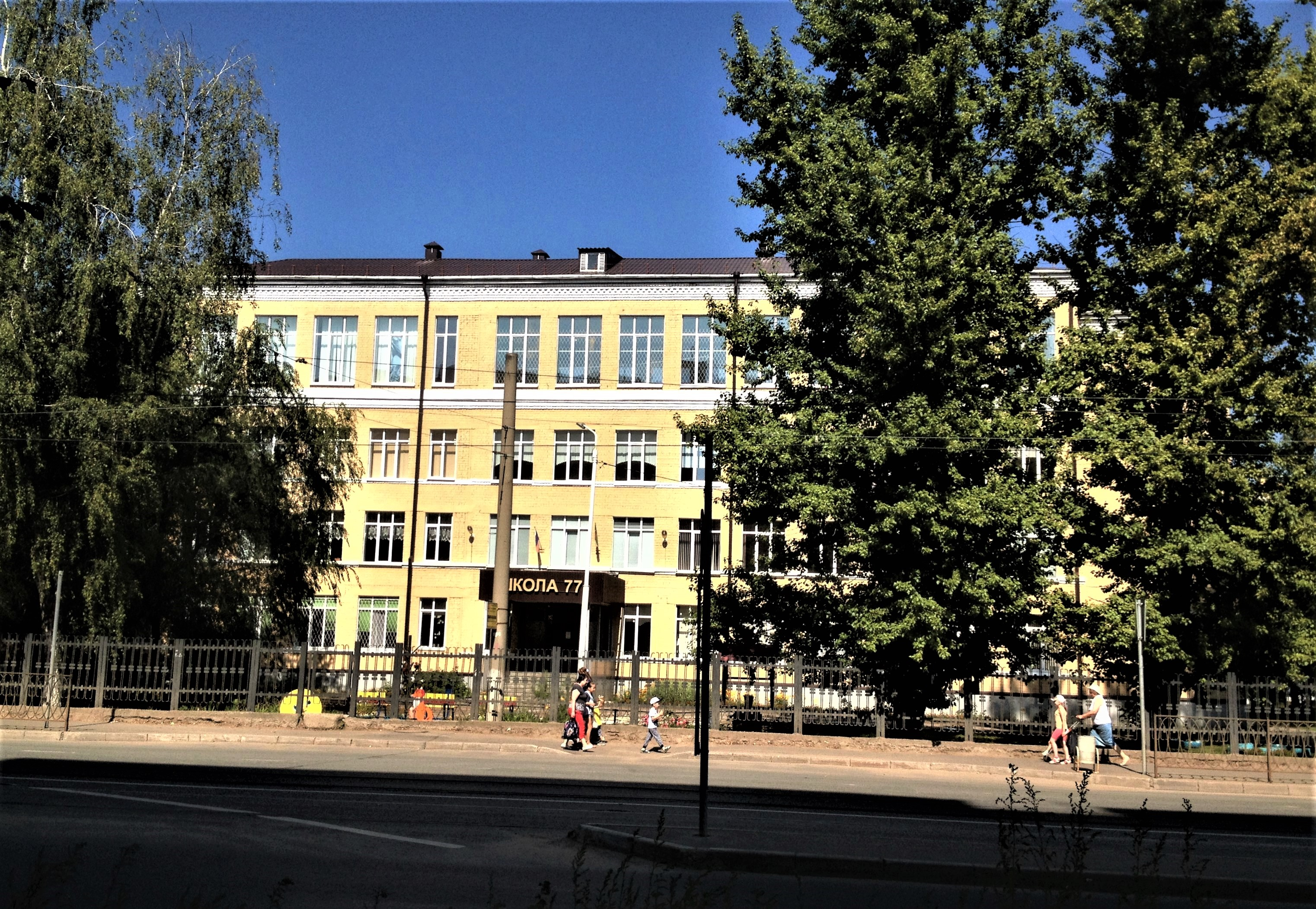
Школа № 77 (ул. Айдарова, д. 2)

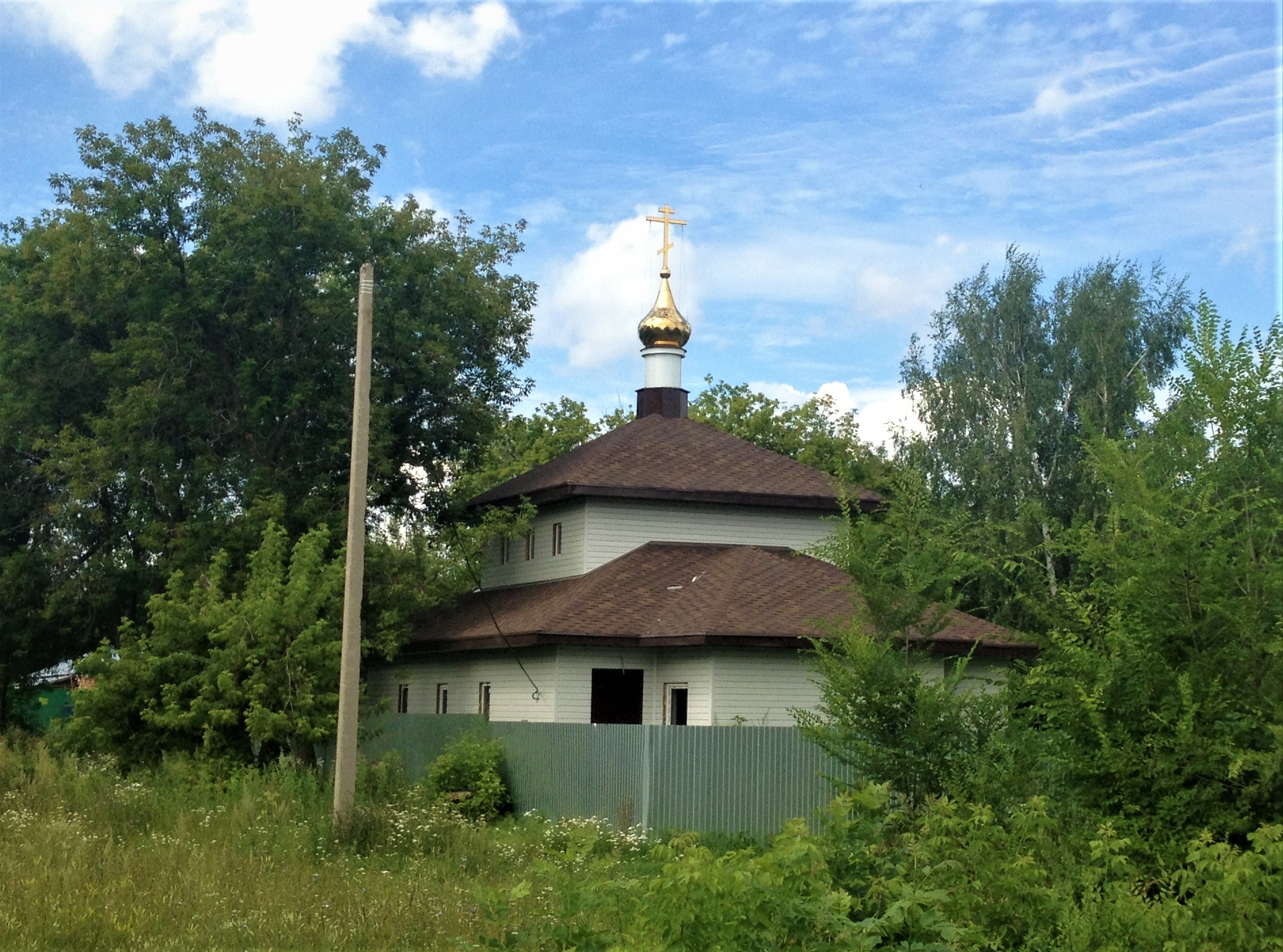
Храм в честь праведной Матроны Московской

### Основные учреждения и организации
- МБОУ «Средняя общеобразовательная школа № 77» Авиастроительного района Казани (ул. Айдарова, д. 2), созданное в 1960 году.[6]
- ГАУЗ «Детская городская клиническая больница № 7» (2-е поликлиническое отделение) (ул. Айдарова, д. 2 А).[7]
- Производственная инжиниринговая компания «Энергия» (ул. Айдарова, д. 4).[8]
- Центр раннего развития детей (частный детский сад) «Умнёха» (ул. Айдарова, д. 6).[9]
- Здание № 2 МБОУ «Средняя общеобразовательная школа № 54 с углублённым изучением отдельных предметов» Авиастроительного района Казани (ул. Айдарова, д. 10).[10]
- Городское отделение почтовой связи «КАЗАНЬ 37» (ул. Айдарова, д. 22).[11]
- Уголовно-исполнительная инспекция УФСИН России по Республике Татарстан Авиастроительного района города Казани (ул. Айдарова, д. 24) (с 2014 года).[12]
- Пельменный клуб «33 пельменя» (ул. Айдарова, д. 24).[13]
- МАДОУ «Центр развития ребенка — детский сад № 111» Авиастроительного района Казани (ул. Айдарова, д. 24 А), созданное в 1980 году.[14]
- Амбулатория ОАО «Городская клиническая больница № 12» города Казани (ул. Айдарова, д. 116).[15]

### Приход Матроны Московской и Ксении Петербургской
В сентябре 2016 году на пересечении улиц Айдарова и Читинской (в новом приходе Матроны Московской и Ксении Петербургской Казанской епархии РПЦ) началось строительство малого приходского деревянного храма в честь праведной Матроны Московской.
7 января 2017 года — в праздник Рождества Христова — в новом храме состоялась первая Божественная литургия.

### Прочие
- 17а (снесён) — жилой дом предприятия п/я 747.[19]

## Транспорт
В 1966 году от Посёлка Караваево до Завода органического синтеза (улицы Химическая) была проложен трамвайный маршрут № 10.
В 2008 году участок бывшего трамвайного маршрута № 10 был включён в маршрут № 9 (2008 — 2013) (в ноябре 2011 года — марте 2012 года — также в маршрут № 13), с 2013 года — в маршрут № 1; в 2022 году «старый» 10-й маршрут вновь выделен в отдельный, но уже под № 8.
Остановки трамвайного маршрута № 8 на улице Айдарова: «Годовикова» — «Ленинградская» — «Челюскина» — «Мариупольская» — «Краснодонская» — «Кутузова» — «Давыдова».
Трамвайные рельсы проложены по большей части улицы Айдарова.

## Галерея

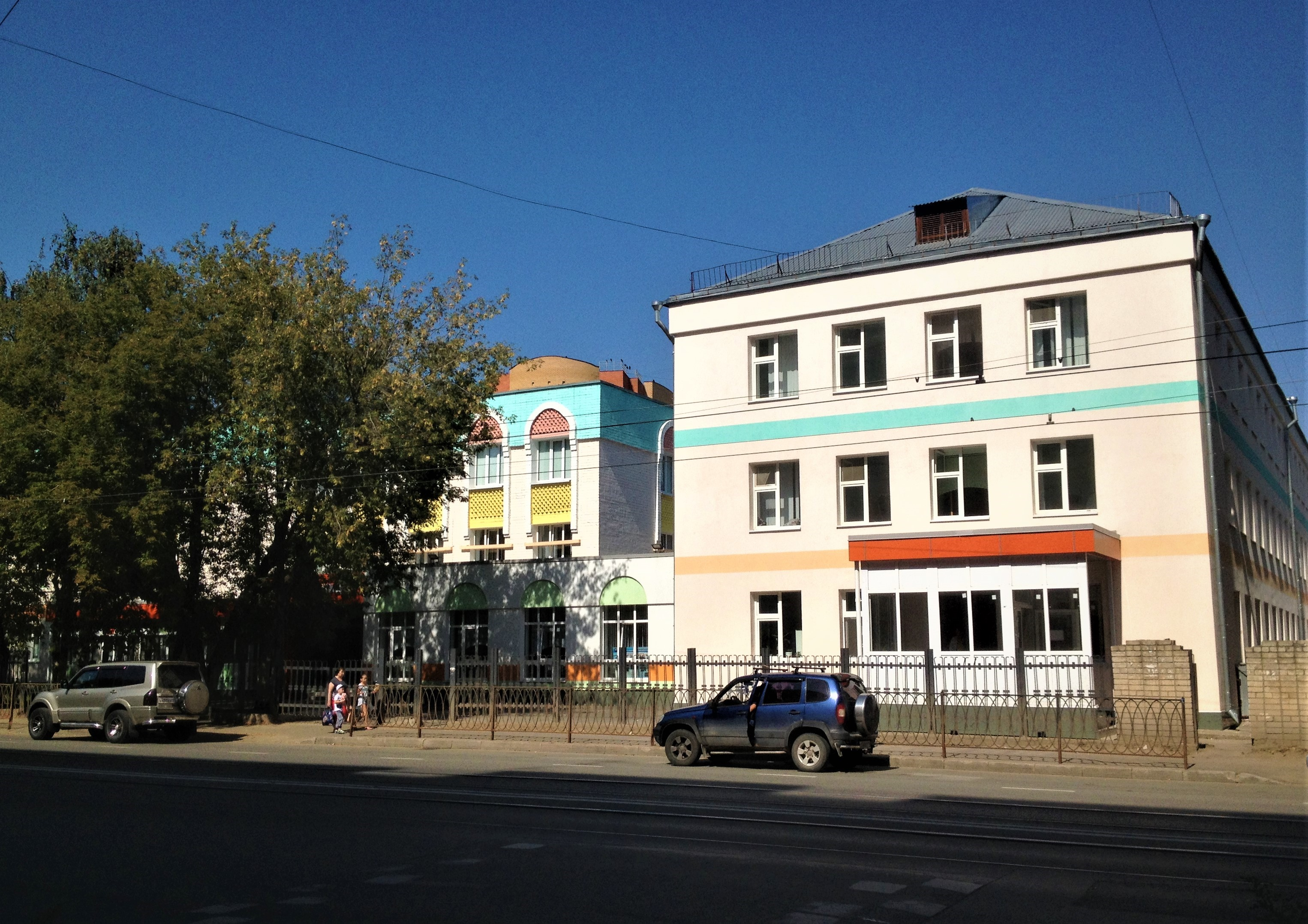
2-е поликлиническое отделение  ГАУЗ ДГКБ № 7 (ул. Айдарова, д. 2 А)
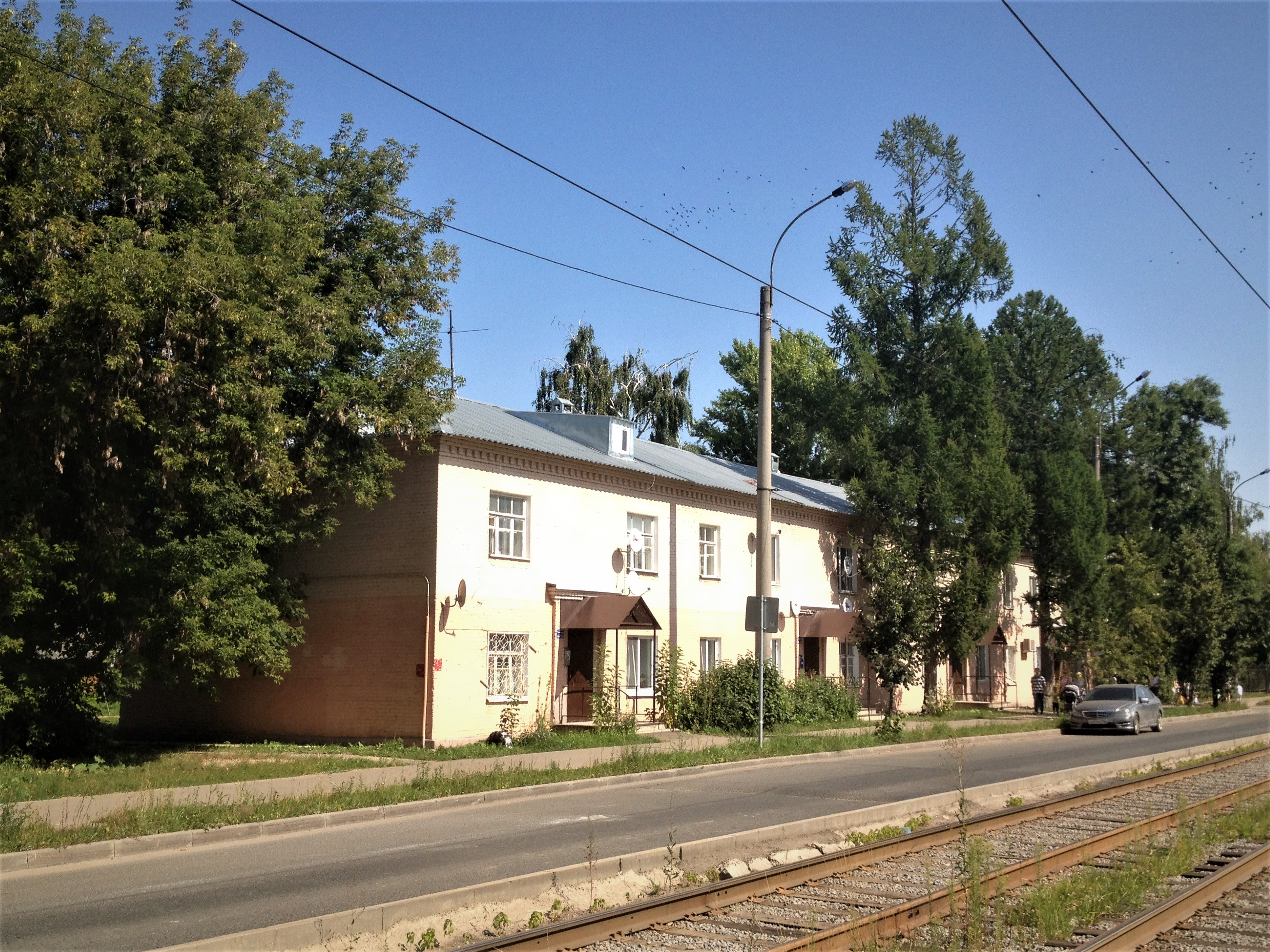
Ул. Айдарова, д. 14